# Mitromorpha
Mitromorpha là một chi ốc biển, là động vật thân mềm chân bụng sống ở biển trong họ Mitromorphidae, họ ốc cối.

## Các loài
Các loài trong chi Mitromorpha gồm có:
- Mitromorpha alba (Petterd, 1879)[2]
- Mitromorpha albosideralis Chino & Stahlschmidt, 2009[3]
- Mitromorpha alphonsiana (Hervier, 1900)[4]
- Mitromorpha ambigua Chino & Stahlschmidt, 2009[5]
- Mitromorpha amphibolos Kilburn, 1986[6]
- Mitromorpha angusta Verco, 1909[7]
- Mitromorpha apollinis Thiele, 1925[8]
- Mitromorpha aspera (Carpenter, 1864)[9]
- Mitromorpha axicostata Verco, 1909[10]
- Mitromorpha azorensis Mifsud, 2001[11]
- Mitromorpha baileyi (McLean & Poorman, 1971)[12]
- Mitromorpha barrierensis (Powell, 1942)[13]
- Mitromorpha bassiana (Gabriel, 1956)[14]
- Mitromorpha biplicata Dall, 1889[15]
- Mitromorpha braziliensis Mifsud, 2009
- Mitromorpha brevispira Kilburn, 1986[16]
- Mitromorpha cachiai Mifsud, 2001[17]
- Mitromorpha canariensis Mifsud, 2001[18]
- Mitromorpha candeopontis Chino & Stahlschmidt, 2009[19]
- Mitromorpha canopusensis Mifsud, 2009
- Mitromorpha carpenteri Glibert, 1954[20]
- Mitromorpha chelonion Kilburn, 1986[21]
- Mitromorpha columnaria (Hedley, 1922)[22]
- Mitromorpha commutabilis (E. A. Smith, 1890)
- Mitromorpha coronatus (Reeve, 1849)[23]
- Mitromorpha costifera (May, 1920)[24]
- Mitromorpha crassilirata Verco, 1909[25]
- Mitromorpha crenipicta (Dautzenberg, 1889)[26]
- Mitromorpha dalli Dautzenberg & Fischer, 1896[27]
- Mitromorpha decussata (Dujardin, 1837)[28]
- Mitromorpha denizi Mifsud, 2001[29]
- Mitromorpha dorcas (Kuroda, Habe & Oyama, 1971)[30]
- Mitromorpha dormitor (Sowerby I, 1844)[31]
- Mitromorpha engli Mifsud, 2001[32]
- Mitromorpha erycinella (Espinosa & Ortea, 2009)
- Mitromorpha exigua (Von Maltzan, 1884)[33]
- Mitromorpha expeditionis Oliver, 1915[34]
- Mitromorpha fischeri (Hervier, 1900)[35]
- Mitromorpha flammulata Chino & Stahlschmidt, 2009[36]
- Mitromorpha fusiformis Chino & Stahlschmidt, 2009[37]
- Mitromorpha gemmata Suter, 1908[38]
- Mitromorpha gofasi Mifsud, 2001[39]
- Mitromorpha gracilior (Tryon, 1884)[40]
- Mitromorpha grammatula (Dall, 1927)[41]
- Mitromorpha granata (McLean & Poorman, 1971)[42]
- Mitromorpha granulata Chino & Stahlschmidt, 2009[43]
- Mitromorpha granulifera (Powell, 1937)[44]
- Mitromorpha haycocki (Dall & Bartsch, 1911)[45]
- Mitromorpha herilda (Bartsch, 1915)[46]
- Mitromorpha hewitti (Tomlin, 1921)[47]
- Mitromorpha hierroensis Mifsud, 2001[48]
- Mitromorpha incerta (Pritchard & Gatliff, 1902)[49]
- Mitromorpha insolens (Casey, 1904)[50]
- Mitromorpha iozona (Hervier, 1900)[51]
- Mitromorpha iridescens Kilburn, 1986[52]
- Mitromorpha jovis Thiele, 1925[53]
- Mitromorpha karpathoensis (Nordsieck, 1969)[54]
- Mitromorpha keenae (Emerson & Radwin, 1969)[55]
- Mitromorpha kennellyi Kilburn, 1986[56]
- Mitromorpha kilburni Drivas & Jay, 1986[57]
- Mitromorpha laeta (Brazier, 1877)[58]
- Mitromorpha macphersonae (Gabriel, 1956)[59]
- Mitromorpha maculata Sysoev, 1990[60]
- Mitromorpha maraisi Kilburn, 1986[61]
- Mitromorpha mediterranea Mifsud, 2001[62]
- Mitromorpha melitensis (Mifsud, 1993)[63]
- Mitromorpha metula (Hinds, 1843)[64]
- Mitromorpha micarius (Hedley, 1912)[65]
- Mitromorpha mitriformis (Shasky, 1961)[66]
- Mitromorpha monodi (Knudsen, 1956)[67]
- Mitromorpha multicostata tháng 5 năm 1911[68]
- Mitromorpha multigranosa (Smith E. A., 1890)[69]
- Mitromorpha nigricingulata Chino & Stahlschmidt, 2009[70]
- Mitromorpha nodilirata Kilburn, 1986[71]
- Mitromorpha oliva Chino & Stahlschmidt, 2009[72]
- Mitromorpha olivoidea (Cantraine, 1835)[73]
- Mitromorpha orcutti (Dall, 1920)[74]
- Mitromorpha papalis (Weinkauff, 1875)[75]
- Mitromorpha paucilirata Verco, 1909[76]
- Mitromorpha paula Verco, 1909[77]
- Mitromorpha peaseana (Finlay H.J., 1927)[78]
- Mitromorpha philippinensis Mifsud, 2001[79]
- Mitromorpha pinguis (Hervier, 1900)[80]
- Mitromorpha platacme Kilburn, 1986[81]
- Mitromorpha pleurotomoides (E. A. Smith, 1890)
- Mitromorpha popeae (Faber, 2006)[82]
- Mitromorpha poppei Chino & Stahlschmidt, 2009[83]
- Mitromorpha proles (Hedley, 1922)[84]
- Mitromorpha punctata Chino & Stahlschmidt, 2009[85]
- Mitromorpha purpurata Chino & Stahlschmidt, 2009[86]
- Mitromorpha rotundicostata Kilburn, 1986[87]
- Mitromorpha rubrimaculata Chino & Stahlschmidt, 2009[88]
- Mitromorpha salisburyi (Cernohorsky, 1978)[89]
- Mitromorpha santosi Lima, Barros & Francisco, 2010
- Mitromorpha saotomensis (Rolan & Boyer, 2001)[90]
- Mitromorpha selene (Espinosa & Ortea, 2009)
- Mitromorpha senegalensis (Rolan & Boyer, 2001)[91]
- Mitromorpha separanda (Von Maltzan, 1884)[92]
- Mitromorpha smithi Dautzenberg & Fischer H., 1896[93]
- Mitromorpha spreta (Adams A., 1864)[94]
- Mitromorpha stepheni (Melvill & Standen, 1897)[95]
- Mitromorpha striolata (Turton W. H., 1932)[96]
- Mitromorpha substriata (Suter, 1899)[97]
- Mitromorpha swinneni Mifsud, 2001[98]
- Mitromorpha tagaroae Chino & Stahlschmidt, 2009[99]
- Mitromorpha tenuicolor Chino & Stahlschmidt, 2009[100]
- Mitromorpha tenuilirata Kilburn, 1986[101]
- Mitromorpha torticula (Dall, 1889)[102]
- Mitromorpha undulata (Dall, 1927)
- Mitromorpha usta (E. A. Smith, 1890)
- Mitromorpha ustulata Kilburn, 1986[103]
- Mitromorpha volva Sowerby III, 1892[104]
- Mitromorpha wilhelminae (van Aartsen, Menkhorst & Gittenberger, 1984)[105]
- Mitromorpha zilpha (Dall, 1927)[106]

Các loài được đưa vào đồng nghĩa
- Mitromorpha atramentosa Reeve[107]: đồng nghĩa của Lovellona atramentosa (Reeve, 1849)
- Mitromorpha brazieri Smith E. A., 1892: đồng nghĩa của Scrinium brazieri (Smith E. A., 1892)
- Mitromorpha granulosa (Bucquoy, Dollfus & Dautzenberg, 1883)[108]: đồng nghĩa của Mitromorpha mediterranea Mifsud, 2001
- Mitromorpha lirata Adams A., 1865: đồng nghĩa của Antimitra lirata (Adams A., 1865)
- Mitromorpha pallidulus Hedley, 1906: đồng nghĩa của Aesopus pallidulus (Hedley, 1906)
- Mitromorpha suteri Murdoch, 1905: đồng nghĩa của Maorimorpha suteri (Murdoch, 1905)
- Mitromorpha veneris Barnard, 1964: đồng nghĩa của Charitodoron veneris (Barnard, 1964)